# Аграрна академія (Дубляни)
Аграрна академія у Дублянах — колишній ЗВО, заснований у 1856 році в Дублянах поблизу Львова, нині Львівський національний аграрний університет.

## Історія
Ініціатором заснування вищої сільськогосподарської школи в Галичині було засноване у 1845 р. Галицьке господарське товариство (ГГТ) і його президент Леон Людвік Сапега. З цією його метою 1 листопада 1853 р. за 8 верст км від Жовківського проїзду Львова, було придбано хутір Дубляни (707 акрів = 407 га). 9 січня 1856 року тут була заснована приватна (3-річна) школа хліборобства, а в 1858 році — Вища школа сільського господарства в Дублянах. На той час школа вже мала природознавчий музей, бібліотеку, колекцію мінералів і зразків рослин, хімічних апаратів і вимірювальних приладів. Було збудоване тимчасове шкільне приміщення на тридцять учнів, незабаром планувалося побудувати нове на сто учнів. В «Органічному статуті школи» 1868 р., крім загальних засад діяльності школи, наголошувалося на обов'язковому оволодінні випускником методами самостійного навчання та здатністю до подальшого професійного розвитку. Існувала заборона на будь-які політичні дії, а також на куріння сигар і люльок і навіть на гру в карти. До 1872 р. трирічний курс навчання включав теоретичні та практичні заняття в галузі рослинництва і тваринництва та ведення господарства. Приймали кандидатів, які закінчили неповну середню школу. У 1872 році була введена нова програма, яка передбачала дворічний курс навчання, але для кандидатів з атестатом про закінчення середньої школи. У 1856–1878 роках у школі працював 31 професор і викладач, тоді в ній навчався 721 учень, половина з яких, 423, походили з поміщицьких родин.
З 1876 року її перебрав і відтоді керував Галицький національний відділ, а з 1878 року вона отримала назву Крайова сільськогосподарська школа в Дублянах. З цього року навчання в школі тривало три роки. У 1901 р. рішенням міністра сільського господарства Австрії університету було надано статус академії та назву Сільськогосподарської академії в Дублянах. Проте права на здобуття докторських ступенів і габілітацій (можливості викладання в університеті) академії не вдалося, тож до кінця свого існування заклад закінчувався зі званням агронома. За статутом 1901 р., виданим Крайовим відділом, завданням Академії, було, крім навчання майбутніх власників, орендарів, управителів маєтків і дрібних землевласників, готувати випускників до наукової роботи. Трирічний план навчання включав основні, спеціальні та допоміжні предмети. Лекції доповнювалися демонстраційним матеріалом, лабораторними заняттями, практичними заняттями в господарстві університету та екскурсіями на зразкові ферми, млини, молокозаводи, пекарні, окремі заводи, ярмарки та виставки. За американськими джерелами, у 1906 році в академії було 27 професорів, які викладали сільське господарство, метеорологію, фізику та хімію, а навчалося 82 студенти. Шкільна бібліотека налічувала 6850 томів. Перед початком Першої світової війни майже 150 студентів щороку навчалися в Академії в Дублянах, більшість із яких були російськими підданими з Польського королівства. Загалом у 1856–1914 роках школу закінчило 1360 випускників.
Академія розміщувалася в одноповерховій будівлі, назвою «Головний корпус», яка була побудована в 1888 році. Тут розміщувалися лекційні аудиторії, кабінети викладачів, кілька практичних залів і канцелярія. У решті, побудованих у 1900 р., розміщувалися лабораторії агрохімії, ґрунтознавства, агротехніки, а також хіміко-сільськогосподарська станція та «гуртожиток» (житловий будинок студентів). Був також ботанічний сад з оранжереєю та чудовим ставком.
Після початку Першої світової війни Академія припинила свою роботу.Її діяльність була відновлена в 1916 році. Однак, зазнавши значних руйнувань під час польсько-української війни 1919 року, заняття знову були перервані. У зв'язку з руйнуванням будівель Академії в листопаді 1919 р. вона була приєднана до Львівського технічного університету разом із Вищою лісничою школою у Львові (до 1909 р. Крайова школа лісів у Львові). У результаті постанови Ради Міністрів від 8 листопада 1919 р. з обох університетів у Львівській політехніці було створено окремий факультет сільського господарства та лісівництва. У той час у Львові проходили лісівничі студії, а в Дублянах — сільськогосподарські.
Під час радянської окупації 1939—1941 років центр у Дублянах діяв у складі Львівського політехнічного інституту. Після окупації Львова німецькою армією університет припинив роботу, у квітні 1942 року було створено нову школу, а в серпні 1942 року почали роботу державні сільськогосподарські професійні курси з німецькою мовою навчання.
Після Другої світової війни на базі університету 30 вересня 1946 року постановою Ради Міністрів УРСР було створено Львівський сільськогосподарсько-економічний інститут. На його основі постановою Ради Міністрів України від 5 вересня 1996 року було створено Львівський державний аграрний університет, нині — Львівський національний аграрний університет.

## Ректори, директори
- Еразм Леловський, 1856–1857
- Максиміліан Желковський 1857–1858
- Войцех Студзінський, 1859–1862
- Казимир Панковський, 1862–1868
- Зигмунт Струсевич, 1868–1878
- Юліус Ау, 1878–1879
- Владислав Любоменський, 1879–1892
- Томаш Рильський (Сцибор-Рильський) 1892–1894
- Юліус Фроммель 1894–1906
- Юзеф Мікуловський-Поморський, 1906–1911
- Казимир Ян Мічинський, 1911–1914
- Стефан Павлік, 1916–1919
- Володимир Снітинський, від 1919

## Інші педагогічні та наукові працівники
- Леопольд Бачевський — власник відомої горілчано-лікерної фабрики у Львові.
- Станіслав Антоні Ханевський — польський селекціонер, депутат парламенту ІІ Республіки Польща
- Стефан Домб-Бєрнацький — польський генерал-майор Війська Польського ІІ РП
- Стефан Домбровський — польський лікар, біохімік і політик, професор
- Людвік Фінкель — польський історик, бібліограф, професор і ректор Львівського університету
- Станіслав Грабський — польський політик, економіст, депутат Законодавчого Сейму першого терміну ІІ Речі Польщі,
- Еміль Ґодлевський — польський ботанік, агрохімік, засновник польської школи фізіології рослин, професор
- Станіслав Голінський — польський ботанік, асистент кафедри ботаніки АР в Дублянах.
- Маріан Гурський — польський агрохімік і ґрунтознавець, керівник хіміко-сільськогосподарської станції та торф'яної станції Університету сільського господарства в Дублянах, ректор Варшавського університету природничих наук, професор.
- Януш Генрик Побуг-Гурський — агротехнік, спеціаліст із сівозміни.
- Ян Гебенштрайт — польський лісівник
- Станіслав Єловицький — польський зоотехнік, керівник відділу вівчарства АР в Дублянах.
- Адольф Йошт — польський професор хімічної технології, попередник біотехнології та охорони навколишнього середовища, керівник ферментаційної станції Аграрного університету в Дублянах
- Зигмунт Кахане — польський зоолог, професор загальної селекції, загальної зоології, анатомії, фізіології та гістології тварин і детального конярства в Університеті сільського господарства в Дублянах.
- Станіслав Вінцентій Кашниця — статистик, юрист, пізніше ректор Познанського університету.
- Мечислав Ковалевський — польський зоолог і паразитолог, любитель і знавець Татр, професор
- Северин Кшеменевський — польський ботанік, ректор Львівського університету, професор.
- Маріан Ломницький — польський геолог і зоолог, доктор Honoris Causa Львівського університету, куратор Музею ім. Дідушицького у Львові, проф
- Кароль Мальсбург — польський зоотехнік, професор
- Казимир Адам Мічинський (молодший) — польський ботанік і генетик, завідувач кафедри рослинництва АР в Дублянах, професор.
- Юзеф Пачоський — польський ботанік, дослідник флори Біловезької пущі, творець теорії пантопізму та основ фітосоціології, професор.
- Мечислав Паньковський — польський зоотехнік, професор
- Ян Гвальберт Павліковський — польський економіст, публіцист і політик, історик літератури, один із піонерів охорони природи, професор
- Збіґнєв Паздро — польський юрист; фахівець з адміністративного права, економіст і політичний діяч, професор
- Густав Пьотровський — польський лікар, фізіолог, професор фізіології Ветеринарної Академії у Львові.
- Мар'ян Рациборський — польський ботанік, один із перших палеоботаніків у Польщі, керівник кафедри АР в Дублянах, професор.
- Генрик Романовський — польський аграрний економіст, професор
- Кароль Ружицький — польський зоотехнік, професор
- Рудольф Ружицький — польський юрист
- Станіслав Соколовський — польський лісівник, піонер охорони природи в Татрах
- Болеслав Свентоховський — польський творець фундаментальної спеціальності в сільськогосподарських науках — загального обробітку ґрунту та рослин, голова факультету сільського господарства та лісівництва Армії Крайової в Дублянах, професор.
- Ернест Тілль — польський юрист, читав лекції з сільськогосподарського права в університеті, професор.
- Александер Тиховський — польський аграрний технолог, керівник кафедри агротехніки в Дублянах.
- Владислав Тинецький — польський лісівник, ботанік, засновник ботанічного саду при АР в Дублянах, професор.
- Тадеуш Вільчинський — польський ботанік, професор, знавець флори Східних Карпат, асистент Хіміко-сільськогосподарської станції Армії Крайової в Дублянах.
- Едмунд Заленський — польський хімік, агротехнік, селекціонер, професор.
- Ян Завідський — польський фізико-хімік, ректор Варшавського технологічного університету, завідувач кафедри загальної хімії АР в Дублянах, професор.
- Максиміліан Желковський — польський агроном, викладач теорії та практики сільського господарства, а також арифметики та геометрії в Університеті сільського господарства в Дублянах, професор

Місцевим академічним капеланом був м.ін. Серафін Кашуба — польський монах-капуцин (францисканець), Слуга Божий. Владислав Ясінський є доктором закладу, а Давид Абрахамовича — куратор академії.

## Польські випускники Аграрного університету в Дублянах
- Францішек Абгарович — професор Варшавського університету наук про життя та директор Інституту тваринництва.
- Стефан Александрович — професор WSR у Познані
- Станіслав Бац — професор WSR у Вроцлаві
- Адам Бжехва-Айдукевич — бригадний генерал Війська Польського
- Юзеф Чарнодонський — директор Львівської сільськогосподарської палати
- Ян Ценський — католицький священик, з 1967 р. єдиний (таємний) католицький єпископ на повоєнних теренах України.
- Владислав Чайковський — професор WSR у Щецині [ потр виноска ]
- Богдан Добжанський — професор WSR у Любліні та ректор цього університету
- граф Войцех Дідушицький — директор млинового заводу у Вроцлаві, художник
- Ян Федик — організатор сільськогосподарської освіти, сільськогосподарських гуртків і сільських кооперативів у Вжесінському повіті[5]
- Маріан Гурський — професор агрохімії та ґрунтознавства, керівник хіміко-сільськогосподарської станції та торф'яної станції Університету сільського господарства в Дублянах, ректор Варшавського університету природничих наук.
- Владислав Герман — професор Варшавського університету наук про життя
- Болеслав Івицький — іхтіолог, власник маєтків Бжозувка та Пароліце.
- Броніслав Яновський — агроном, ботанік
- Станіслав Єловицький — професор WSR у Кракові
- Зигмунт Кахане — зоолог
- Чеслав Канафойський — професор Варшавського університету природничих наук
- Ян Келяновський — професор Варшавського університету наук про життя, директор Інституту фізіології та годівлі тварин Польської академії наук у Яблонній.
- Ян Кшаклевський — управитель маєтку
- Людвік Курило — агроном, касир маєтку Дзіків, граф. Тарновські
- Здзіслав Людкевич — аграрний економіст, ректор Варшавського університету природничих наук (SGGW), міністр аграрних реформ ІІ Речі Посполитої.
- Алойзі Махаліца — педагог, політик, депутат Сейму 1938—1939 рр., громадський та місцевий діяч.
- Станіслав Маціоловський — адміністратор земельних маєтків, поручник кавалерійського резерву Війська Польського .
- Олександр Мартиняк — професор WSR в Ольштині
- Ян Мазаракі — професор WSR у Щецині
- Казимир Адам Мічинський (молодший) — професор WSR у Кракові
- Аркадіуш Мусерович — професор Варшавського університету природничих наук
- Казимир Панковський — професор, зоотехнік, автор численних публікацій у галузі тваринництва.
- Мечислав Панковський — зоотехнік, професор у Бидгощі та Познані
- Стефан Плевінський — громадський діяч
- Влодимир Пухальський — фотограф
- Францішек Равіта-Ґавронський — історик, прозаїк
- Генрик Романовський — професор UMCS та WSR у Любліні
- Владислав Рожен — бригадний генерал Війська Польського, командир Товариства Стрільців.
- Адам Скочилас — професор Варшавського університету наук про життя
- Владислав Шльонський — землевласник, громадсько-економічний діяч
- Ванда Щепула — професор Гданського технологічного університету
- Олександр Тиховський — професор WSR у Вроцлаві
- Тадеуш Вільчинський — професор, ботанік, знавець флори Східних Карпат.
- Домінік Вітке-Єжевський — колекціонер і меценат
- Еміль Воллман — професор WSR у Вроцлаві
- Адам Вондрауш — професор WSR у Любліні
- Міхал Вуйцицький — професор WSR у Кракові
- Марія Вшелачинська — професорка Медичної академії в Гданську
- Кароль Залеський — професор Познанського університету, фітопатолог

З Академією в Дублянах також пов'язані Владислав Леон Сапіга, Людвік Гарбовський, Вільгельм Каменобродський.

## Українські студенти та випускники аграрного університету в Дублянах
- Степан Бандера

## Виноски
1. 1 2 3 4 5  Maria Radomska, Nasze korzenie – Dublany, w: Dzieje Uniwersytetu Przyrodniczego we Wrocławiu, pod red. Andrzeja Koteckiego, Tadeusza Szulca, Jakuba Tyszkiewicza, Wrocław 2011, s. 12–22.
2. 1 2 3  Regina Chomać-Klimek, Szkoła Rolnicza w Dublanach, [w:] Encyklopedia historii gospodarczej Polski do 1945 roku, t. 2, red. M. Kamler, Warszawa 1981, s. 363.
3. ↑  United States. Bureau of Education — Report of the Commissioner of Education for the year ending June 30, 1906, Washington 1907, s. 92.
4. ↑  Uniwersytet Jana Kazimierza we Lwowie 1918-1946. Portret kresowej uczelni. Kraków: Księgarnia Akademicka. 2007. с. 27. ISBN 978-83-7188-964-6.
5. ↑  Śliwczyński (red.), Waldemar (2002). Fedyk Jan. Wrzesiński Słownik Biograficzny. Września: Wydawnictwo Kropka. с. 100. ISBN 83-906818-3-8.